# Xenodochium
Xenodochium (latinsky) či Xenodocheion nebo Xenodochion (řecky) je starověký a středověký útulek pro cizince (pocestné), chudé a nemocné, zárodek středověkého špitálu.

## Z historie xenochodií

### Počátky péče
V počátcích péče o poutníky mohla stát církevní instituce a to nejen v péči o poutníky do Svaté země. To patřilo už dávno do rámce péče o souvěrce u všech náboženství, jak o tom píši záznamy v r. 427 př. Kr. např. na Cejloně nebo ve 3. a 2. století v Indii. Xenodochium byl nedílnou součástí velkých nemocnic ve 4. století v Byzantské říši.

### Basilius z Caesarei
Kolem r. 369 založil jeden z prvních útulků pro staré a nemocné lidi – xenodochium (některé prameny uvádí vznik v r. 350). Přijímali sem i slepce. Bylo to pro ně represivní opatření. Za cenu těžké služby a ponižováni v modlitbách si nevidomí uchránili alespoň holý život.

### Domy pro odložené děti
Ve starověkém Římě se děti odkládaly na tržištích. Historie pak přináší zmínku z roku 787, kdy v italském Miláně byl založen jeden z prvních domů pro odložené děti zvaný Xenodochium. Obdobná zařízení pak začala postupně vznikat i v dalších italských městech.

### Další funkce xenodochií
V podobných zařízeních, už od starověku zvaných také hospicium, které ale může označovat jak špitál, tak hostinec a útulek, hledali a nacházeli nocleh a pohoštění především poutníci, ale i chudáci, žebráci aj. Chudí bývali obslouženi levně nebo zdarma, bohatí za služby platili. Podobná zařízení jako křesťanská xenodochia při klášterech a kostelích budovali také Židé u synagog.

### Xenodochium v církevních análech
- Xenodochium mělo takovou vážnost, že svatý Jan Zlatoústý je nazval společným domovem Církve. Církevní sněm ve městě Nicaea žádá, aby ve všech městech byly domy vyhrazené pro cizince, pro nemocné a chudé.[7]

- Žofia Bošňáková (1609-1644) společně se svým manželem Františkem Vesselényim založili a financovali xenodochium, čili útulek pro chudé. Toto xenodochium pojmenovali na počest Panny Marie Sedmibolestné. Na budově byl umístěn kříž. Útočiště zde našli chudí, opuštění a sirotci bez ohledu na původ a příslušnost.[8]